# Лежни картофельные
Лежни картофельные (укр. Лежні картопляні), также картофельные зразы — украинское и белорусское блюдо из отварного картофеля с начинкой. Напоминают картофельные зразы, от которых они, видимо, произошли, но формируются в виде длинного рулета, а не «котлет».
Лежни — по сути, это картофельные пироги с различными начинками: капустой (наиболее распространены), мясом, грибами, шкварками, селёдкой, чорносливом . Подают со сметаной .

## Приготовление
В сваренный и мятый картофель добавляют яйца, муку и перемешивают. Квашеную капусту тушат на сале или масле и заправляют пассерованным луком. Картофельную массу делят на две части, одну часть кладут ровным слоем на лист, смазанный жиром, и посыпают мукой. Затем кладут начинку из капусты, закрывают слоем оставшейся картофельной массы, поверхность разравнивают, смазывают яйцом и запекают. Готовое блюдо охлаждают и нарезают .